# Професионална гимназия по техника и лека промишленост
Професионална гимназия по техника и лека промишленост е средно училище в Попово. Директор на училището е Каролина Димова Христова-Маркова (физик).

## История
Училището е основано през 1962 година като ПТУ по металообработване с двугодишен срок на обучение, негов създател е Любен Минчев Бенов, който е бил и първият му директор. През 1966 година училището от ПТУ прераства в Средно професионално техническо по машиностроене, призвано да подготвя технически кадри. През 2003 г. се обединява с Техникум по строителна керамика и обединеното училище получава наименованието Професионална гимназия по техника и лека промишленост, което носи и до днес. Гимназията предлага обучение по актуални професии/специалности, които дават възможност на младите хора да намерят пълноценна реализация на пазара на труда.

## Професии/Специалности
- Приложен програмист/Приложно програмиране
- Техник на компютърни системи/Компютърна техника и технологии
- Модист/Бутикови облекла
- Моделиер-технолог на облекло/Конструиране, моделиране и технология на облекло от текстил
- Електротехник/Електрообзавеждане на транспортна техника

## Материална база
ПГТЛП разполага с отлична материална база. Всички учебни кабинети са оборудвани с лаптоп, мултимедия, и/или интерактивна дъска. По всички професии/специалности са осигурени модерно оборудвани учебни работилници и лаборатории, с цел създаване на безопасна, естетична и ергономична среда на обучение. Осигурен е достъп за хора в неравностойно положение, монтирано е платформено съоръжение. Изградена е безжична (Wi-Fi) мрежа и система за сигурност и видеонаблюдение.